# Mario Danneels
Mario Danneels (Brugge, 21 maart 1981) is een in Ierland wonende Belgische journalist en auteur. Hij veroorzaakte grote commotie door in 1999 het bestaan van Delphine van Saksen-Coburg (toen nog Boël), de buitenechtelijke dochter van koning Albert II van België, te onthullen.

## Biografie
Danneels begon als tiener artikelen te schrijven voor De Daklozenkrant en Het Volk. Ontevreden over een artikelenreeks die hij over de Belgische koningin Paola had gemaakt, begon hij tientallen intimi van de koninklijke familie te interviewen, met het oog op het schrijven van haar biografie. Eind 1999 publiceerde hij vervolgens Paola. Van 'la dolce vita' tot koningin. Daarin verwees hij in één zin vaag naar de buitenechtelijke dochter:
De eega’s van de drie Leopolds en van Albert I mochten dan berusten in de buitenechtelijke kinderen van hun echtgenoot, Paola weigerde zich lijdzaam neer te leggen bij de halfzus van haar kinderen.— Het bewuste zinnetje uit het boek van Danneels
Het boek sloeg, weken vóór het huwelijk van prins Filip en Mathilde d'Udekem d'Acoz, in als een bom door de revelatie dat Paola's echtgenoot, koning Albert II, een buitenechtelijke dochter had, de kunstenares Delphine Boël. Het boek werd internationaal voorpaginanieuws en veroorzaakte een nationaal schandaal in België. Sommigen geloofden dat Danneels te jong was om het boek zelf geschreven te kunnen hebben en dat hij gebruikt werd als stroman van extreemrechts in een complot tegen de monarchie. Deze verwijten werden later ontkracht. Het boek werd vertaald en er gingen 35.000 exemplaren van over de toonbank.
Na de publicatie van dit boek ging Danneels aan de slag bij onder meer Humo. Ruim twee jaar lang was hij vaste medewerker van de krant De Standaard. Hij publiceerde ook in Knack. In 2007 verscheen het eveneens vertaalde Het trauma van de troon, dat niet de impact had van zijn debuut, maar verschillende weken op nummer één stond in de boekentoptien en een bestseller werd. In 2012 volgde een fel gemediatiseerde biografie van prins Laurent.
In 2004 verhuisde Danneels naar Ierland, waar hij familie heeft. Hij publiceerde daarna nog enkele jaren voor De Standaard, als Ierland-correspondent. In 2011 werd Danneels ook correspondent Ierland voor de Nederlandse regionale dagbladen, verzameld in de GPD. Sinds het einde van de GPD in 2013 is hij Ierland-correspondent voor de Wegener-kranten. In Nederland heeft hij ook bijdragen over Ierland geleverd voor De Groene Amsterdammer en Het Parool. In 2012 schreef hij vanuit de Verenigde Staten voor Het Nieuwsblad een dagelijkse column en enkele reportages over de Amerikaanse samenleving in aanloop naar de presidentsverkiezingen.